# کوهستان، کاپیسا
کوهستان یک منطقهٔ مسکونی در افغانستان است که در ولسوالی حصه اول کوهستان واقع شده‌است. کوهستان ۱٬۵۳۴ متر بالاتر از سطح دریا واقع شده‌است.